# أبو جعفر الإسكافي
العلامة أبو جعفر محمد بن عبد الله الإسكافي السمرقندي ، أحد المتكلّمين من معتزلة البغداديّين،كان من كبار شيوخ الاعتزال، ومن أهل الديانة والزهد،أخذ الاعتزال عن جعفر بن حرب، وتُنسب إليه فرقة الإسكافية،مات سنة أربعين ومائتين.

## أخباره
قال الذهبي: «وكان أعجوبة في الذكاء، وسعة المعرفة، مع الدين والتصون والنزاهة. وكان في صباه خياطا ، وكان يحب الفضيلة ، فيأمره أبواه بلزوم المعيشة ، فضمه جعفر بن حرب إليه ، وكان يبعث إلى أمه في الشهر بعشرين درهما بدلا من كسبه .
فبرع في الكلام، وبقي المعتصم معجبا به كثيرا، فأدناه، وأجزل عطاءه، وكان إذا ناظر، أصغى إليه، وسكت الحاضرون، ثم ينظر المعتصم إليهم، ويقول: من يذهب عن هذا الكلام والبيان! ويقول: يا محمد، اعرض هذا المذهب على الموالي، فمن أبى، فعرفني خبره، لأنكل به.».

## مؤلفاته
- كتاب «اللّطيف»
- كتاب «البدل»
- كتاب «الردّ على النظّام في أنّ الطّبعين المختلفين يفعل بهما فعلاً واحداً»
- كتاب «المقامات في تفضيل عليّ ـ عليه السلام ـ»
- كتاب «إثبات خلق القرآن»
- كتاب «الردّ على المشبّهة»
- كتاب «المخلوق على المجبِّرة»
- كتاب «بيان المشكل على برغوث»
- كتاب «التمويه نقض كتاب حفص»
- كتاب «النّقض لكتاب أبي الحسين النجّار»
- كتاب «الردّ على من أنكر خلق القرآن»
- كتاب «الشّرح لأقاويل المجبِّرة»
- كتاب «إبطال قول من قال بتعذيب الأطفال»
- كتاب «جمل قول أهل الحقّ»
- كتاب «النّعيم»
- كتاب «ما اختلف فيه المتكلّمون»
- كتاب «الردّ على أبي حسين في الاستطاعة»
- كتاب «فضائل عليّ ـ عليه السلام ـ »
- كتاب «الأشربة،
- كتاب «العطب»
- كتاب «الردّ على هشام»
- كتاب «نقض كتاب أبي شبيب في الوعيد»